# Álvaro Soler
Álvaro Tauchert Soler (San Cugat del Vallés, 9 de enero de 1991), conocido artísticamente como Álvaro Soler, es un cantante y compositor hispanoalemán. Se dio a conocer por el éxito de su primer sencillo, El mismo sol, durante el verano de 2015. La canción fue versionada junto a Jennifer Lopez, y ocupó las listas musicales de Europa y Latinoamérica, alcanzando los primeros puestos en más de veinticinco países. Un año después, lanza su sencillo Sofía, cuyo video oficial alcanzó más de ochocientos millones de reproducciones en Youtube logrando ser un nuevo éxito.

## Biografía
De padre alemán y madre belga-española, aprendió a hablar español, catalán y alemán. Durante su infancia vivieron en la ciudad de San Cugat del Vallés a escasos kilómetros de su ciudad de nacimiento. A los diez años se trasladó a vivir a Tokio, a la capital de Japón, por motivos laborales de su padre, hasta que a los diecisiete vuelve a Barcelona fundando junto a su hermano y unos amigos el grupo Urban Lights. Es políglota, pues sabe hablar español, catalán, alemán, inglés, francés, italiano y japonés.Soler es español y alemán ya que cuenta con doble ciudadanía entre España y Alemania.

### 2010-2014:Urban Lights
En 2010 Urban Lights, un nuevo grupo musical barcelonés, que crea junto con su hermano Gregory Tauchert Soler, de estilo difícilmente clasificable, el cual mezclaba entre pop británico, electrónico e Indie. Realizan diversos conciertos en diferentes salas de Barcelona y llegan a participar en el concurso ¡Tú sí que vales!, donde llegaron a la final.
Durante estos años el artista español compaginaba la música con sus estudios universitarios en Ingeniería en Diseño Industrial en ELISAVA.

### 2015-Actualidad: «El mismo sol» y álbum debutEterno Agosto
A principios de 2015, Álvaro se mudó a Ibiza donde grabó su primer sencillo en solitario, El mismo sol. Tuvo un gran éxito en Italia y Suiza donde llegó a ser n.º 1 en ventas.
europeos como Alemania, Francia, Bélgica, Austria o Países Bajos. Además fue invitado en la tercera edición del talent The Voice of Italy.
En iTunes entró en las listas de treinta países europeos, llegando a ser la 16.ª canción más descargada en Europa y la 38.ª a nivel mundial. El diez de agosto de ese mismo año se dio a conocer una nueva versión de la canción, esta vez en español e inglés, cantada junto a Jennifer López. A finales de agosto comenzaron a rodar el videoclip en Nueva York.
Debido al impacto de El mismo sol en Italia y Suiza, decidieron estrenar allí su primer disco en solitario, Eterno Agosto, entrando en las listas musicales de ambos países. A finales de agosto se estrenó en Francia y durante el otoño se presentó en España. Este álbum ha superado las 157 500 ventas mundiales.
El 15 de abril de 2016, empezó la radiodifusión de su nuevo sencillo Sofía con el que superó cuatrocientos millones de visualizaciones de su videoclip.
La cantante mexicana Thalía invitó a Álvaro a participar en una canción de la versión de lujo de su nuevo álbum, previsto el lanzamiento a finales de 2017.[cita requerida]
El 8 de abril de 2016 se anunció que Soler sería juez de la décima edición italiana de X Factor. El grupo Soul System, del equipo de Soler, fue el ganador de aquella edición.  [cita requerida]
El 16 de junio de 2017 sacó su colaboración con Morat, "Yo contigo, tú conmigo", para la película animada de Despicable Me 3, estrenada en ese mismo año. La canción ganó el disco platino de España y el disco platino de Italia, junto con el premio de Los 40 Principales a la Canción del Año Nacional.
El 29 de marzo de 2018 publicó su nuevo sencillo La Cintura, lanzado como sencillo principal del segundo álbum de estudio de Álvaro Soler, Mar de Colores, lanzado al mercado el 7 de septiembre de 2018. La cintura es un tema escrito por el propio Soler y vino acompañado por un vídeo grabado en La Habana y en el que se le ve moviendo la cintura. En la versión remix de la canción, participaron los raperos Flo Rida y TINI. 
En abril de 2020 publicó su último sencillo, «Barrer a casa», compuesto durante el confinamiento provocado por la pandemia de enfermedad por coronavirus de 2020 en España y que trata sobre la cuarentena, haciendo mención al ‹aplauso sanitario› y que está compuesto e interpretado junto a Sofía Ellar.
El 31 de marzo de 2021, y tras cinco años de relación, comunicó públicamente su ruptura con la también cantante Sofía Ellar.

## Discografía

### Álbumes de estudio
| Eterno agosto                                                    | - Lanzamiento: 26 de junio de 2015 - Discográfica: Airforce 1 Records, Universal Music - Formatos: CD, Descarga digital     | 25 | 5 | 6 | 68 | 79 | 1  | 1 | 1 | - ALE: Oro - AUT: Oro - ITA: Platino - POL: 3× Platino - SUI: Oro |
| Mar de Colores                                                   | - Lanzamiento: 7 de septiembre de 2018 - Discográfica: Airforce 1 Records, Universal Music - Formatos: CD, Descarga digital | 9  | 8 | 8 | 26 | —  | 10 | 2 | 4 | - POL: Oro                                                        |
| Magia                                                            | - Lanzamiento: 9 de julio de 2021 - Discográfica: Airforce 1 Records, Universal Music - Formatos: CD, Descarga digital      |    | 3 |   |    |    |    |   |   |                                                                   |
| "—" Denota una grabación que no fue lanzada en aquel territorio. | |    |   |   |    |    |    |   |   |                                                                   |

### Sencillos
| 2015 | El mismo sol (En solitario o con Jennifer Lopez)        | 6   | 20 | 6  | 8  | 31  | 1  | 1  | 1  | - ESP: 2× Platino - ALE: Oro - AUT: Oro - BEL: Oro - ITA: 6× Platino - POL: 3× Platino - SUI: Platino                     | Eterno Agosto  |
| 2015 | Agosto                                                  | —   | —  | —  | —  | —   | —  | 1  | —  | - POL: Platino | Eterno Agosto  |
| 2016 | Sofía                                                   | 7   | 23 | 3  | 1  | 9   | 1  | 1  | 1  | - ESP: 2× Platino - ALE: Platino - AUT: Oro - BEL: Platino - FRA: Oro - ITA: 8× Platino - POL: Diamante - SUI: 2× Platino | Eterno Agosto  |
| 2016 | Libre (con Paty Cantú, Emma Marrone o Monika Lewczuk)   | —   | —  | —  | —  | —   | 26 | 1  | —  | - ITA: Platino | Eterno Agosto  |
| 2017 | Animal                                                  | —   | —  | —  | —  | —   | —  | 7  | —  | | Eterno Agosto  |
| 2017 | Yo contigo, tú conmigo (The Gong Gong Song) (con Morat) | 18  | —  | —  | —  | —   | 29 | 18 | —  | - ESP: Platino - ITA: Platino                                                                                             | Mar de Colores |
| 2018 | La Cintura (En solitario o con Flo Rida & Tini)         | 3   | 7  | 8  | 3  | 121 | 2  | 3  | 4  | - ESP: 3× Platino - ALE: Platino - AUT: Platino - BEL: Oro - FRA: Oro - ITA: 3× Platino                                   | Mar de Colores |
| 2018 | Lo Mismo (con Maître Gims y Jugglerz)                   | —   | —  | —  | —  | —   | —  | —  | —  | | Mar de Colores |
| 2019 | Loca                                                    | 23  | —  | —  | 21 | —   | —  | 12 | 95 | | Mar de Colores |
| 2019 | La Libertad                                             | —   | 62 | 51 | 28 | —   | 67 | —  | 65 | - ITA: Oro | Mar de Colores |
| 2020 | Barrer a casa (con Sofía Ellar)                         |     |    |    |    |     |    |    |    | | Sin álbum      |
| 2021 | Magia                                                   | 100 | —  | —  | —  | —   | —  | —  | —  | - ESP: Oro | Magia          |
| "—" indica que la canción no consiguió entrar en la lista de éxitos o no fue lanzado en ese territorio. |                                                         |     |    |    |    |     |    |    |    | |                |

## Televisión
| Año   | Programa                         | Puesto    | País     |
| ----- | -------------------------------- | --------- | -------- |
| 2013  | ¡Tú sí que vales!                | Finalista | España   |
| 2015  | Tu cara me suena                 | Invitado  | España   |
| 2017  | Tu cara me suena                 | Invitado  | España   |
| 2017  | X Factor                         | Juez      | Italia   |
| 2018  | Fama, ¡a bailar!                 | Invitado  | España   |
| 2018  | Bailando con las estrellas       | Invitado  | España   |
| 2018  | Operación Triunfo 2018           | Invitado  | España   |
| 2019  | La mejor canción jamás cantada   | Invitado  | España   |
| 2021– | The Voice Kids                   | Coach     | Alemania |
| 2024  | La Voz Kids                      | Asesor    | España   |
| 2024  | Mask Singer: adivina quién canta | Invitado  | España   |

## Premios y nominaciones
| Año  | Candidatura                                                                 | Resultado |
| ---- | --------------------------------------------------------------------------- | --------- |
| 2012 | Primavera Sound                                                             | Finalista |
| 2015 | Coca Cola Summer Festival                                                   | Ganador   |
| 2015 | Premio 40 Principales Al Mejor Artista Revelación Nacional                  | Ganador   |
| 2016 | European Border Breakers Award - España                                     | Ganador   |
| 2016 | Latin American Music Award al Nuevo Artista del Año                         | Nominado  |
| 2016 | Latin American Music Award al Nuevo Artista - Pop/Rock                      | Nominado  |
| 2016 | -Pop/Rock                                                                   | Nominado  |
| 2016 | MTV Europe Music Award al Mejor Artista Español                             | Nominado  |
| 2017 | Swiss Music Award Best Breaking Act International                           | Ganador   |
| 2017 | Premio 40 Principales a la Canción del Año Nacional (Yo Contigo Tu Conmigo) | Ganador   |